# Stocking Island
Stocking Island är en ö i Bahamas.   Den ligger i distriktet Exuma District, i den sydöstra delen av landet, 230 km sydost om huvudstaden Nassau. Arean är 3,5 kvadratkilometer.
Terrängen på Stocking Island är mycket platt. Öns högsta punkt är 25 meter över havet. Den sträcker sig 4,8 kilometer i nord-sydlig riktning, och 6,7 kilometer i öst-västlig riktning.
I omgivningarna runt Stocking Island växer i huvudsak städsegrön lövskog.